# Разорванный занавес
«Разорванный занавес» (англ. Torn Curtain) — шпионский фильм Альфреда Хичкока, снятый в 1966 году.

## Сюжет
Разработчик американского ракетного оружия Майкл Армстронг (Пол Ньюман) прямо с конференции в Норвегии тайно отправляется в Берлин, в ГДР. Его невеста, доктор Сара Шерман (Джули Эндрюс), являющаяся также его помощницей, отправляется с ним. По приезде выясняется, что Армстронг решил перейти на работу в ГДР, по ту сторону железного занавеса. Сара в недоумении: неужели он предатель? Или, может, не всё так просто?

## В ролях
- Пол Ньюман — профессор Майкл Армстронг
- Джули Эндрюс — Сара Шерман
- Лиля Кедрова — графиня Кучинская
- Хансйёрг Фельми — Генрих Герхард
- Тамара Туманова — балерина
- Людвиг Донат — профессор Густав Линдт
- Вольфганг Килинг — Герман Громек
- Гизела Фишер — доктор Коска
- Альфред Хичкок — человек с ребенком
- Курт Лоуэнс — офицер Народной полиции на блокпосту (в титрах не указан)

## Работа над фильмом
Несмотря на всю его остросюжетность и динамичность, за фильмом закрепилась репутация одной из наименее удачных работ Хичкока. Знатоки сетовали на старомодность декораций фильма, на то, что некоторые фоны явно нарисованы (например, берлинский музей и его интерьеры). Во время работы над лентой всё шло не так, как задумывал режиссёр. Он предполагал снять фильм наподобие своего хита «К северу через северо-запад» с теми же актёрами в главных ролях. Однако студийное руководство настояло на том, чтобы на главные роли были утверждены более молодые и любимые публикой звёзды Голливуда — Джули Эндрюс и Пол Ньюман. Идеальной пары из них не получилось: Эндрюс не вжилась в типаж сексапильной хичкоковской блондинки, а Ньюман, будучи приверженцем системы Станиславского, осаждал режиссёра вопросами о психологической мотивации своего героя. «Тебе заплатили — вот твоя мотивация!» — огорошил его режиссёр.
В довершение проблем Бернард Херрманн написал к фильму гораздо более мрачную музыку, чем того хотелось Хичкоку. Студия настаивала на том, чтобы в фильме прозвучала бравурная песня в духе новомодной Бондианы, которая стала бы популярным хитом, а Херрманн считал, что кино и песни несовместимы. После нескольких попыток перелицевать звуковую дорожку Херрманн порвал творческие отношения с Хичкоком. Написание музыки было поручено другому, более покладистому композитору. Впоследствии херрманновская музыка для фильма была издана и получила лестные отзывы в прессе.
Тем не менее «Разорванный занавес» имел успех в прокате. К удачам фильма относят сцену долгого, мучительного убийства агента «Штази»: режиссёр хотел показать, как в сущности трудно убить человека, тем более когда за убийство берутся без подготовки. Эндрю Саррис воспринял эту сцену как комментарий Хичкока по поводу популярных фильмов о Бонде, где убить человека ничего не стоит. Восточноберлинские интерьеры выдержаны в мрачных болотных тонах, вызывая у зрителя чувство клаустрофобии, — намёк на то, как неуютно должны чувствовать себя в этой обстановке главные герои.

## Музыкальное сопровождение
В фильме использована музыка П. И. Чайковского (фрагмент симфонической фантазии «Франческа да Римини»).